# Исак (патријарх јерусалимски)
Патријарх Исак или Исихије Jерусалимски (6. век – 609) је био патријарх Јерусалима и све Палестине, између 601. и 609. године.
Изабран је за патријарха крајем 601. године. Као и обично, после избора написао је синодално писмо папи Григорију Великом. Одговор римског епископа је сведочио о Исаковој чистој вери, ширењу симоније на Истоку и присуству раздора у Јерусалимској Цркви; Григорије је подстицао Исака да се посвети борби против свих ових злоупотреба. Исак је остао на патријаршијском престолу осам година и умро 609. године. Претпоставља се да је аутор грчког лексикона. 